# Entreprise de constructions mécaniques de Khenchela
 (mai 2020).
Si vous disposez d'ouvrages ou d'articles de référence ou si vous connaissez des sites web de qualité traitant du thème abordé ici, merci de compléter l'article en donnant les références utiles à sa vérifiabilité et en les liant à la section « Notes et références ».
L'Entreprise de constructions mécaniques de Khenchela (ECMK) est l'un des principaux fournisseurs en armes d'infanterie des Forces armées algériennes. Spécialisée dans la fabrication et la commercialisation de tous types d’armement léger, en plus des pièces de rechange et de l’outillage[source insuffisante].

## Production
Avec l'aide initiale des firmes Norinco et Arsenal, l'ECMK fournit l’ANP et les institutions paramilitaires en
- pistolets automatiques Makarov PM
- Pistolet automatique Caracal depuis 2017 pour remplacer le Makarov PM[2].
- fusils d'assaut type Kalashnikov adoptés sous le nom de Pistolet-mitrailleur Modèle 1989.
- fusils à pompe Beretta RS-202
- fusils-mitrailleurs kalachnikov et Kalachnikov RPK-74
- canons rotatifs de gros et moyen calibre type CS/LM5 Gatling gun et CL/LM12 Gatling gun
- tourelle télé-opérée multi-calibre supportant les FMPK et les DShK, avec caisse de munition protégée et optique de fabrication locale
- lance-grenades à répétition type LG6 Grenade launcher